# ويليام وودبريدج (سياسي)
ويليام وودبريدج هو سياسي أمريكي، ولد في 8 أغسطس 1819، وتوفي في 6 أغسطس 1888.